# Bactridium parvum
Bactridium parvum es una especie de coleóptero de la familia Monotomidae.

## Distribución geográfica
Habita en Sumatra (Indonesia).